# Stazione di Milano Porta Sempione
La stazione di Milano Porta Sempione fu uno scalo di smistamento della linea Milano-Mortara, posta lungo il tratto compreso tra la vecchia stazione di Milano Centrale e quella di Milano Porta Genova.
Era situato nella zona occidentale della città, con ingresso a nord presso l'attuale corso Sempione e a sud presso l'attuale corso Vercelli, in un'area compresa fra le attuali vie Ippolito Nievo, via Giorgio Pallavicino e via Reggimento Savoia Cavalleria.

## Storia
La Società per le Ferrovie dell'Alta Italia (SFAI) ordinò la costruzione di un nuovo scalo di smistamento per far fronte all'incremento del traffico merci su rotaia, essendo insufficiente allo scopo sia lo scalo merci di Porta Garibaldi sia la possibilità di usare la stazione Centrale per la composizione dei treni viaggiatori. Il progetto si basava su un particolare sistema che avrebbe facilitato la composizione e la scomposizione dei treni impiegando linee di manovra in pendenza. Esperimenti in Germania e in Francia avevano dimostrato la riduzione dei tempi di disposizione dei treni e quindi dei costi.
I lavori di costruzione dello scalo iniziarono nel febbraio 1883 e fu aperto parzialmente al servizio di "smistamento a gravità" a febbraio dell'anno seguente.
La costruzione dell'impianto terminò nel 1884. La sua posizione fu contestata sia perché avrebbe limitato lo sviluppo urbanistico nell'area nord-ovest della città sia perché avrebbe reso difficili le comunicazioni all'esterno di Porta Magenta e di Porta Sempione. Per risolvere questo problema, si costruì un cavalcaferrovia a fianco di corso Sempione.
Con l'apertura della "cintura sud", avvenuta nell'estate del 1891, lo scalo divenne direttamente raggiungibile dai treni provenienti dalle linee per Genova, Bologna e, dal 1904, Venezia, non occorrendo più il transito presso la vecchia stazione centrale.
Lo scalo, insieme al tratto di linea ferroviaria sul quale si collocava, fu dismesso nel 1931, in occasione dell'apertura del nuovo assetto ferroviario della città. L'area su cui sorgeva è stata successivamente assorbita dal reticolo viario e in gran parte occupata dal Parco Pallavicino.

## Strutture e impianti

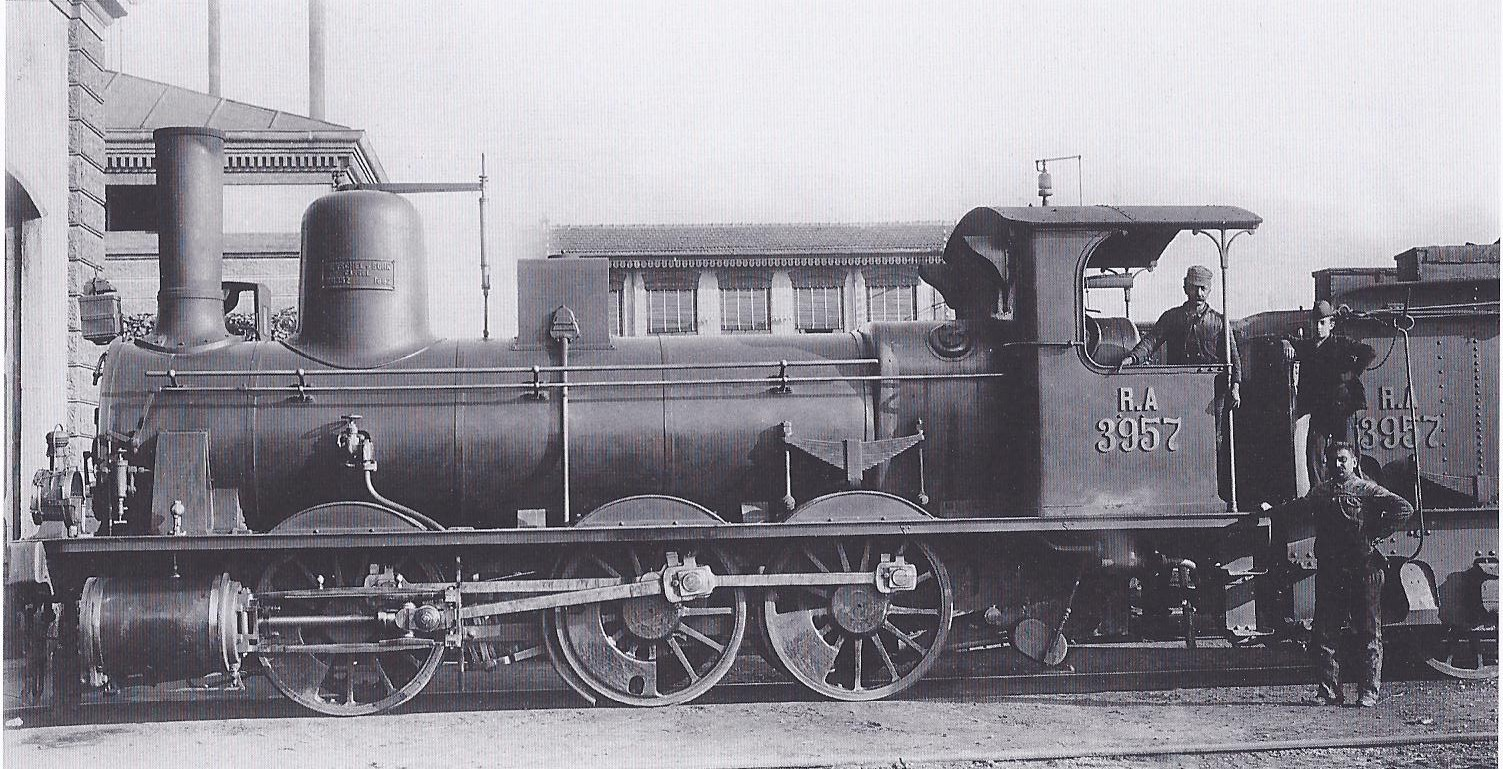
Locomotiva 3957 della Rete Adriatica in sosta a Milano Sempione

Il piazzale era dotato di trentadue binari. I binari di corsa della ferrovia Mortara-Milano lo attraversavano al centro: dalla parte nord si diramavano a ventaglio i binari diretti a nordovest verso la rimessa locomotive.
Nell'area settentrionale erano presenti un'officina e una rimessa locomotive, in grado di ospitare trentaquattro mezzi. Quest'ultima era sussidiata da un'altra rimessa che permetteva il ricovero di ulteriori dodici locomotive.